# 澳門駐葡萄牙旅遊推廣暨諮詢中心
澳門駐葡萄牙旅遊推廣暨諮詢中心（葡萄牙語：Centro de Promoção e Informação Turística de Macau, em Portugal）是澳門唯一一個駐外以推廣旅遊及諮詢的中心。澳門駐葡旅遊推廣暨諮詢中心設於葡萄牙首都里斯本，於2005年設立，前身是里斯本澳門旅遊代表處。
該中心總部設於澳門駐里斯本經貿辦事處內，主要職責為在葡國及西班牙推廣澳門。
2021年1月29日，行政會完成討論《修改第6/1999號行政法規〈政府部門及實體的組織、職權與運作〉》行政法規草案，明確將旅遊領域的部門及機構轉入經濟財政範疇。法規自二零二一年二月一日起生效。直至2021年6月15日，作爲項目組的澳門駐葡萄牙旅遊推廣暨諮詢中心的存續期届滿，該部門已被撤銷。

## 職責
- 在旅遊局的批准下，制訂主導其運作的市場策略；
- 系統地、持續性地向旅遊局提供有關市場情況和有益於澳門特別行政區的訊息；
- 在旅遊局的指導下，向有興趣在葡萄牙和西班牙市場開展業務的澳門旅遊業專業人士提供協助；
- 對開展推廣活動提供必要的協助和輔助，尤其是增加來澳遊客、延長遊客停留時間和增加人均消費方面；
- 為促進澳門旅遊的推廣，與政府機構、設於葡萄牙及西班牙的地區及國際組織和旅遊組織代表建立良好的關係；
- 向酒店、旅遊業者、航空公司和其他旅遊業專業人士派發旅遊局提供的宣傳資料；
- 擬在中心運作的店舖內，以非牟利方式推銷書籍及其它宣傳澳門文化價值的物品，可與出版社簽署合作協定，發行有利宣傳澳門的書籍和印刷品；
- 為向旅遊經濟業者和消費者提供有關澳門旅遊的訊息，設置資訊設施，如互聯網；
- 通過向當地媒體提供新聞稿、相片、錄影和其他有關澳門及旅遊局旅遊目標的資訊，與之建立良好關係，同時，亦向旅遊局提供與旅遊局市場策略有關的剪報、印刷品、錄影和錄音；
- 定期向旅遊局提交關於市場狀況、中心所舉辦的活動和旅遊局市場政策所帶來的效益的報告；
- 根據既定方針和目標，組織旅遊業者、記者和其他旅遊業專業人士遊覽澳門，此類活動宜與航空公司和其他國家旅遊組織及機構共同合作，並盡量以合夥形式為之，以分擔費用。

## 組織法例
- 第154/2005號行政長官批示（2005年5月16日《澳門特別行政區公報》）設立澳門駐葡萄牙旅遊推廣暨諮詢中心。
- 第39/2015號行政長官批示（2015年3月9日《澳門特別行政區公報》）延長澳門駐葡萄牙旅遊推廣暨諮詢中心的存續期。

## 外部連結
- 官方網站 （页面存档备份，存于）